# Uznanie międzynarodowe rządu Rzeczypospolitej Polskiej na uchodźstwie
Uznanie międzynarodowe rządu Rzeczypospolitej Polskiej na uchodźstwie – rząd Rzeczypospolitej Polskiej na uchodźstwie, rezydujący w Londynie, będący reprezentacją legalnych władz Rzeczypospolitej, w wyniku wypełniania porozumień konferencji jałtańskiej 1945 roku tracił stopniowo uznanie międzynarodowe.
5 lipca 1945 roku Wielka Brytania i Stany Zjednoczone wycofały uznanie dyplomatyczne dla rządu RP na uchodźstwie, uznając powołanie w czerwcu 1945 roku kontrolowanego przez komunistów Tymczasowego Rządu Jedności Narodowej z udziałem niektórych polityków emigracyjnych za wykonanie postanowień konferencji jałtańskiej w kwestii powołania rządu polskiego uznawanego przez wszystkie państwa tzw. Wielkiej Trójki (Wielką Brytanię, USA i ZSRR). Większość krajów świata niemal od razu zaakceptowała ten stan rzeczy i podpisała umowy międzynarodowe z nowym rządem polskim. W momencie śmierci prezydenta RP na uchodźstwie Władysława Raczkiewicza rząd londyński uznawało tylko 5 państw, które z czasem także wycofały mu swoje uznanie. Były to: Hiszpania, Kuba, Irlandia, Watykan i Liban. Najdłużej z nich polski rząd emigracyjny uznawał Watykan. Mimo że za pontyfikatu Jana XXIII szef polskiej misji dyplomatycznej przy Stolicy Apostolskiej – Kazimierz Papée – nie był już akredytowany jako ambasador, w dalszym ciągu traktowany był jako tymczasowy administrator ambasady RP w randze chargé d'affaires. 19 października 1972 roku Watykan ostatecznie cofnął swoje uznanie władzom emigracyjnym. Od tego dnia rządu RP na uchodźstwie nie uznawało już żadne państwo na świecie.

## Lista państw uznających rząd Rzeczypospolitej Polskiej na uchodźstwie według daty wycofania uznania
- Watykan – 19 października 1972 roku
- Hiszpania –  połowa 1968 roku
- Irlandia – maj 1957 roku
- Liban – do 18 października 1956 roku
- Kuba – placówka zawieszona przez stronę polską w 1949 roku z powodu braków finansowych
- Indie Brytyjskie – listopad 1946
- Dominikana – połowa 1946 roku
- Haiti – połowa 1946 roku
- Argentyna – do 20 czerwca 1946 roku
- Południowa Afryka – kwiecień 1946 roku
- Królestwo Egiptu – kwiecień 1946
- Kostaryka – uznawała jeszcze w 1946 roku
- Honduras – uznawał jeszcze w 1946 roku
- Panama – uznawała jeszcze w 1946 roku
- Salwador – uznawał jeszcze w 1946 roku
- Gwatemala – uznawała jeszcze w 1946 roku
- Nikaragua – uznawała jeszcze w 1946 roku
- Ekwador – do 10 lipca 1946 roku
- Kolumbia – do 31 grudnia 1945 roku
- Wenezuela – do 6 listopada 1945 roku
- Peru –  do 5 listopada 1945 roku
- Nowa Zelandia – listopad 1945 roku
- Australia – 1 listopada 1945 roku
- Turcja – do 20 sierpnia 1945 roku
- Królestwo Grecji – do 17 lipca 1945 roku
- Luksemburg – do 15 lipca 1945 roku
- Islandia – do 15 lipca 1945 roku
- Finlandia – do 14 lipca 1945 roku
- Belgia – do 13 lipca 1945 roku
- Portugalia – do 10 lipca 1945 roku
- Holandia – do 9 lipca 1945 roku
- Meksyk – do 9 lipca 1945 roku
- Szwajcaria – do 7 lipca 1945 roku
- Kanada – do 7 lipca 1945 roku
- Dania – do 7 lipca 1945 roku
- Szwecja – do 6 lipca 1945 roku
- Norwegia – do 6 lipca 1945 roku
- Włochy – do 6 lipca 1945 roku
- Chiny – do 5 lipca 1945 roku
- Stany Zjednoczone – do 5 lipca 1945 roku
- Wielka Brytania – do 5 lipca 1945 roku
- Francja – do 29 czerwca 1945 roku
- Jugosławia – do 30 marca 1945 roku
- Czechosłowacja – do 31 stycznia 1945 roku, uznanie Rządu Tymczasowego Rzeczypospolitej Polskiej
- ZSRR – zawieszenie stosunków dyplomatycznych 25 kwietnia 1943 roku, uznanie Rządu Tymczasowego Rzeczypospolitej Polskiej